# Binsfeld (Arnstein)
Binsfeld ist ein Gemeindeteil der Stadt Arnstein im unterfränkischen Landkreis Main-Spessart in Bayern.

## Geographie

### Lage
Das Kirchdorf liegt im Werntal im fränkischen Weinland nördlich von Würzburg direkt an der Bundesstraße 26 zwischen Karlstadt und Arnstein.

### Nachbargemarkungen
Nachbargemarkungen im Uhrzeigersinn im Norden beginnend sind Halsheim, Müdesheim, Gramschatzer Wald, Retzstadt, Thüngen und Heßlar.

## Geschichte
Das ehemalige Winzerdorf wurde im Jahr 688 erstmals erwähnt.
Am 1. Juli 1974 wurde die bis dahin selbständige Gemeinde in die Stadt Arnstein eingegliedert.

## Sonstiges
- Binsfeld hat einen Kindergarten. Träger ist der Johannesverein e. V. Binsfeld.
- Durch den Ort führt die Buslinie 8099 der Main-Spessart Nahverkehrsgesellschaft von Arnstein über Thüngen nach Karlstadt und zurück.
- 1939 hatte Binsfeld 415 Einwohner.
- Die Pfarrei St. Laurentius und St. Nikolaus wird seit 1978 von der Pfarrei Müdesheim aus betreut.

## Partnerschaft
Mit Binsfeld in der Eifel besteht seit 1987 eine Gemeindepartnerschaft.